# Daltjärnen (Arvidsjaurs socken, Lappland, 731747-165125)
Daltjärnen är en sjö i Arvidsjaurs kommun i Lappland och ingår i Piteälvens huvudavrinningsområde.